# قنطرة شقر
قنطرة شقر هي بلدية في Ribera Alta في منطقة بلنسية في إسبانيا.